# Odsherreds Gymnasium
Odsherreds Gymnasium, grundlagt 1979, er et gymnasium i Asnæs.
Gymnasiet blev etableret som et nødgymnasium. Undervisningsministeriet var oprindeligt afvisende, men efter massivt pres fra politikerne i den daværende Trundholm Kommune og Vestsjællands Amtsråd blev der givet tilladelse til at etablere et nødgymnasium i Vig. De første elever startede i pavilloner ved Vig Skole i august 1979. Allerede i september samme år blev der udarbejdet et projektforslag til et nyt gymnasiebyggeri i Asnæs. Folketingets Finansudvalg gav bevilling til byggeriet i maj 1980, og det stod færdigt i januar 1981.
Odsherred Gymnasium er et mindre gymnasium, men er stadig bredt undervisningsmæssigt. Fra skoleåret 2018/2019 vil gymnasiet endvidere tilbyde den to-årige HF (Højere Forberedelseseksamen).
Rektor for Odsherreds Gymnasium er pr. 2021 Annette Bundgaard.

## Kendte studenter
- 1984: Thomas Adelskov,[3] tidligere folketingsmedlem, tidligere borgmester i Odsherred Kommune
- 1986: Olafur Eliasson,[1] kunstner
- ca. 1985: Nicolaj Kopernikus,[1] skuespiller
- 1999: Christian Poulsen,[4] fodboldspiller